# 2-إيثيل هكسانوات البوتاسيوم
2-إيثيل هكسانوات البوتاسيوم ويعرف أيضاً باسم «بوتاسيوم أيزو- أوكتانوات» ، هو عبارة عن مادة كيميائية يستخدم لتحويل ملح ثلاثي بيوتيل الأمونيوم لحمض الكلافولانيك إلى كلافولانات البوتاسيوم أو بوتاسيوم كلافولانات.